# Mierlo
Mierlo è una località e un'ex-municipalità dei Paesi Bassi situata nella provincia del Brabante Settentrionale. Soppressa il 1º gennaio 2004, il suo territorio, assieme al territorio del comune di Geldrop è andato a formare la nuova municipalità di Geldrop-Mierlo.